# Тимоти Нгесан
Тимоти Нгесан (фр. Timothey N'Guessan; Приморска Сена, 18. септембар 1992) француски је рукометаш и репрезентативац који тренутно игра у АСОБАЛ лиги за Барселону на позицији левог бека.
Пре него што је прешао у Барселону на лето 2016, играо је у Француској за Шамбери у периоду од 2011. до 2016. године.
За Француску репрезентацију је дебитовао 2012. године са којом је освојио злато на Светском првенству  2017. године у Француској, сребро на Олимпијским играма 2016. у Рио де Жанеиру и бронзу на Светском првенству 2019. у Данској и Њемачкој и Европском првенству 2018. у  Хрватској.

## Клупски профеји

### Барселона
- АСОБАЛ лига (6) : 2017, 2018, 2019, 2020, 2021, 2022.
- Куп Шпаније (6) : 2017, 2018, 2019, 2020, 2021, 2022.
- Куп АСОБАЛ (6) : 2017, 2018, 2019, 2020, 2021, 2022.
- Суперкуп Шпаније (6) : 2016, 2017, 2018, 2019, 2020, 2021.
- ЕХФ Лига шампиона (2) : 2021, 2022 (финале 2020).
- Светско клупско првенство (3) : 2017, 2018, 2019.